# Monterrei Club de Fútbol
El Monterrei Club de Fútbol es un equipo de fútbol español del municipio gallego de Monterrey, provincia de Orense. Fundado en 1982, juega en la temporada 2024-25 en la categoría Primera Galicia. Disputa sus partidos como local en el Estadio de Rozavales.

## Historia
El club ha pasado la mayor parte de su historia entre la Segunda Galicia y la Primera Galicia. Jugó la temporada 2015-16 en la categoría Preferente Galicia - Sur. Fue campeón de la Segunda Galicia en tres ocasiones y de la Primera Galicia una vez.

## Palmarés
- Primera Galicia: 2014-2015
- Segunda Galicia: 2003-04; 2007-08; 2010-11

## Colores
La equipación local consiste en camiseta de color rojo, pantalones azules y medias rojas. La equipación visitante para la temporada 2022/23 consiste en camiseta de color blanco con motas azules, pantalón azul y medias azules. Los patrocinadores principales del equipo son Bodega Tapias Mariñán y Northvivor.

## Datos por temporadas
Temporadas en Tercera Galicia: 1 (1982/83)
Temporadas en Segunda Galicia: 22 (1983/1985 - 1989/2004 - 2005/2008 - 2009-2011)
Temporadas en Primera Galicia: 17 (1985/1989 - 2004/2005 - 2008/2009 - 2011/2015 - 2016...)
Temporadas en Preferente Galicia: 1 (2015/16)
| Temporada | Categoría                      | Puesto |
| --------- | ------------------------------ | ------ |
| 1982/83   | Tercera Regional               | 16º    |
| 1983/84   | 2º Regional                    | 1º     |
| 1984/85   | 2º Regional                    | 2º     |
| 1985/86   | 1º Regional                    | 17º    |
| 1986/87   | 1º Regional                    | 4º     |
| 1987/88   | 1º Regional                    | 18º    |
| 1988/89   | 1º Regional                    | 18º    |
| 1989/90   | 2º Regional                    | 7º     |
| 1990/91   | 2º Regional                    | 3º     |
| 1991/92   | 2º Regional                    | 5º     |
| 1992/93   | 2º Regional                    | 10º    |
| 1993/94   | 2º Regional                    | 6º     |
| 1994/95   | 2º Regional                    | 4º     |
| 1995/96   | 2º Regional                    | 2º     |
| 1996/97   | 2º Regional                    | 12º    |
| 1997/98   | 2º Regional                    | 12º    |
| 1998/99   | 2º Regional                    | 7º     |
| 1999/00   | 2º Regional                    | 7º     |
| 2000/01   | 2º Regional                    | 3º     |
| 2001/02   | 2º Regional                    | 6º     |
| 2002/03   | 2º Regional                    | 3º     |
| 2003/04   | 2º Regional                    | 1º     |
| 2004/05   | 1º Regional                    | 15º    |
| 2005/06   | 2º Regional                    | 3º     |
| 2006/07   | 2º Autonómica                  | 3º     |
| 2007/08   | 2º Autonómica                  | 1º     |
| 2008/09   | 1º Autonómica                  | 17º    |
| 2009/10   | 2º Autonómica                  | 3º     |
| 2010/11   | 2º Autonómica                  | 1º     |
| 2011/12   | 1º Autonómica                  | 13º    |
| 2012/13   | 1º Autonómica                  | 10º    |
| 2013/14   | 1ª Autonómica                  | 8º     |
| 2014/15   | 1º Autonómica                  | 1º     |
| 2015/16   | Preferente Galicia - Grupo Sur | 20º    |
| 2016/17   | 1ª Galicia                     | 8º     |
| 2017/18   | 1ª Galicia                     | 9º     |
| 2018/19   | 1ª Galicia                     | 11º    |
| 2019/20   | 1ª Galicia                     | 10º    |
| 2020/21   | 1ª Galicia                     | -      |
| 2021/22   | 1ª Galicia                     | 7º     |
| 2022/23   | 1ª Galicia                     | 2⁰     |
| 2023/24   | 1ª Galicia                     | 6º     |
| 2024/25   | 1ª Galicia                     | 4º     |